# Torneo de Seúl 2017
El Korea Open 2017 fue un torneo de tenis profesional jugado en canchas duras. Fue la 14.ª edición del torneo que formó parte de la  WTA Tour 2017. Se llevó a cabo en Seúl (Corea del Sur) entre el 18 y el 24 de septiembre de 2017.

## Cabezas de serie

### Individuales femenino
| Tenista            | Ranking | Preclasificada |
| Jeļena Ostapenko   | 10      | 1              |
| Kiki Bertens       | 29      | 2              |
| Kristýna Plíšková  | 44      | 3              |
| Sorana Cîrstea     | 51      | 4              |
| Irina-Camelia Begu | 54      | 5              |
| Tatjana Maria      | 58      | 6              |
| Lara Arruabarrena  | 61      | 7              |
| Christina McHale   | 62      | 8              |

- Ranking del 11 de septiembre de 2017[2]

### Dobles femenino
| Tenista                              | Ranking | Preclasificada |
| Kiki Bertens Johanna Larsson         | 52      | 1              |
| Irina-Camelia Begu Kristýna Plíšková | 120     | 2              |
| Nao Hibino Oksana Kalashnikova       | 125     | 3              |
| Chia Jung Chuang Arantxa Rus         | 223     | 4              |

## Campeonas

### Individual femenino
Jeļena Ostapenko venció a  Beatriz Haddad Maia por 6-7(5-7), 6-1, 6-4

### Dobles femenino
Kiki Bertens /  Johanna Larsson vencieron a  Luksika Kumkhum /  Peangtarn Plipuech por 6-4, 6-1